# Fermana Football Club 2021-2022
Questa voce raccoglie le informazioni riguardanti la Fermana Football Club nelle competizioni ufficiali della stagione 2021-2022.

## Stagione
Nella stagione 2021-2022 la Fermana disputa il girone B del campionato di Serie C, raccoglie 35 punti con il diciannovesimo e penultimo posto. Disputa il Play-out nei quale incrocia la Viterbese, vince (1-0) la gara di andata, ma perde (2-0) a Viterbo, retrocedendo così in Serie D con Grosseto e Pistoiese. Sulla panchina gialloblù si sono alternati tre allenatori, senza riuscire a mantenere la categoria. Nella Coppa Italia di Serie C viene eliminata nel primo turno pareggiando (1-1) a Siena al termine dei tempi regolamentari, ma perdendo (3-1) ai calci di rigore. Al termine della stagione la Fermana è stata riammessa in Serie C a completamento dell'organico.

## Divise e sponsor
Il fornitore tecnico per la stagione 2021-2022 è Macron; gli sponsor di maglia sono XL Extralight e Banco Marchigiano.
| Casa | Trasferta | Terza divisa |

## Organigramma societario
Area direttiva
- Presidente: Umberto Simoni
- Amministratore Unico e Direttore Generale: Fabio Massimo Conti
- Segretario Generale: Maurizio Stinco
- Segretario Sportivo-Amministrativo: Antonio Pagliuca
- Club Manager: Walter Matacotta
- Collaboratore tecnico: Massimo Andreatini

Area comunicazione e marketing
- Responsabile Comunicazione: Roberto Cruciani
- Area Marketing e comunicazione: Lucia Polci
- Responsabile Official Store: Alessandra Iacopini
- Direttore addetto agli ufficiali di gara: Enrico Guidi
- SLO: Rossano Di Biagio
- Speaker: Stefano Castori, Paolo Rocchi
- Delegato per la gestione dell'evento: Orietta Contisciani
- Vicedelegato per la gestione dell'evento: Mauro Cesari

Area sportiva
- Direttore sportivo: Matteo Scala
- Team Manager: Enrico Guidi

Area tecnica
- Allenatore: Gabriele Baldassarri
- Vice Allenatore: Paolo Pantera
- Preparatore dei portieri: Francesco Ripa
- Preparatore atletico: Roberto De Luce
- Magazzinieri: Childerico Tomassini

Area sanitaria
- Responsabile Sanitario: Dott.sa Valeria Balducci
- Medico sociale: Dott. Lorenzo Tenisci
- Fisioterapista: Walter Costi
- Massaggiatore: Stefano Del Gatto
- Collaboratore sanitario: Cristian Piergentili
- Nutrizionista: Marco Postacchini

Area Stadio
- Responsabile Controllo Accessi: Stefano Squadrini
- Custode stadio: Eugenio, Andrenacci, Maurizio Germani
- Collaboratore: Fabio Giacopetti

## Rosa
| N. |                        | Ruolo | Calciatore           |
| -- | ---------------------- | ----- | -------------------- |
| 1  | Italia (bandiera)      | P     | Paolo Ginestra       |
| 2  | Italia (bandiera)      | D     | Stefano Rossoni      |
| 3  | Italia (bandiera)      | D     | Davide Mordini       |
| 3  | Italia (bandiera)      | D     | Stefano Parodi       |
| 4  | Italia (bandiera)      | C     | Gianluca Urbinati () |
| 5  | Italia (bandiera)      | D     | Donato De Pascalis   |
| 6  | Francia (bandiera)     | D     | Jérémy Corinus       |
| 6  | Italia (bandiera)      | D     | Jonathan Spedalieri  |
| 7  | Italia (bandiera)      | A     | Ettore Marchi        |
| 8  | Italia (bandiera)      | C     | Lorenzo Grossi       |
| 8  | Italia (bandiera)      | C     | Alessandro Sangiorgi |
| 9  | Italia (bandiera)      | A     | Luca Cognigni        |
| 10 | Paesi Bassi (bandiera) | C     | Don Bolsius          |
| 11 | Italia (bandiera)      | C     | Gianluca Bugaro      |
| 12 | Italia (bandiera)      | P     | Salvatore Trezza     |
| 14 | Italia (bandiera)      | D     | Edoardo Scrosta      |
| 15 | Italia (bandiera)      | D     | Alessandro Giannò    |
| 16 | Italia (bandiera)      | A     | Nigel Kyeremateng    |
| 17 | Italia (bandiera)      | A     | Kingsley Boateng     |

| N. |                    | Ruolo | Calciatore          |
| -- | ------------------ | ----- | ------------------- |
| 18 | Italia (bandiera)  | A     | Marco Frediani      |
| 19 | Italia (bandiera)  | D     | Francesco Pistolesi |
| 20 | Italia (bandiera)  | C     | Giorgio Capece      |
| 21 | Italia (bandiera)  | D     | Francesco Rodio     |
| 22 | Italia (bandiera)  | P     | Simone Moschin      |
| 23 | Italia (bandiera)  | D     | Manuel Alagna       |
| 24 | Senegal (bandiera) | C     | Malick Mbaye        |
| 25 | Italia (bandiera)  | C     | Giovanni Graziano   |
| 26 | Italia (bandiera)  | A     | Samuele Lovaglio    |
| 26 | Italia (bandiera)  | A     | Niccolò Molinaro    |
| 27 | Italia (bandiera)  | A     | Lorenzo Grassi      |
| 29 | Italia (bandiera)  | A     | Pietro Rovaglia     |
| 29 | Italia (bandiera)  | A     | Marco Simonelli     |
| 30 | Italia (bandiera)  | D     | Nicolò Sperotto     |
| 32 | Italia (bandiera)  | A     | Alessio Nepi        |
| 32 | Italia (bandiera)  | A     | Edoardo Tassi       |
| 77 | Italia (bandiera)  | A     | Orazio Panniteri    |
| 99 | Italia (bandiera)  | D     | Edoardo Blondett    |

## Risultati

### Serie C

#### Girone di andata
| Arbitro: | Vergaro (Bari) |

|                                  |           |                                         |
| Urbinati 6’ Bolsius 22’ Nepi 56’ | Marcatori | 65’ Murilo 68’ Volpicelli 90+3’ Capanni |

| Arbitro: | Emmanuele (Pisa) |

|               |           |  |
| Bulevardi 41’ | Marcatori |  |

| Arbitro: | Zamagni (Cesena) |

|  |           |             |
|  | Marcatori | 70’ Gambale |

| Arbitro: | Di Cairano (Ariano Irpino) |

|  |           |                                                       |
|  | Marcatori | 26’ Scarsella 57’ Minesso 65’ Ingegneri 85’ Armellino |

| Arbitro: | Ubaldi (Roma) |

|            |           |  |
| Tunjov 68’ | Marcatori |  |

| Arbitro: | Diop (Treviglio) |

|                        |           |  |
| Mbaye 33’ Cognigni 53’ | Marcatori |  |

| Arbitro: | Cherchi (Carbonia) |

|                                  |           |  |
| De Respinis 11’ (rig.) Gucci 62’ | Marcatori |  |

| Arbitro: | Zucchetti (Foligno) |

|              |           |              |
| Urbinati 26’ | Marcatori | 44’ Paloschi |

| Arbitro: | F. Longo (Paola) |

|                                     |           |                 |
| F. Ferrari 41’ (rig.) De Marchi 48’ | Marcatori | 51’ (rig.) Nepi |

| Fermo 19 ottobre 2021, ore 21:00 CEST 10ª giornata | Fermana            | 0 – 0 referto | Lucchese | Stadio Bruno Recchioni (470 spett.)\| Arbitro: \| Bonacina (Bergamo) \| |
| Arbitro:                                           | Bonacina (Bergamo) |               |          |                                                                         |

| Arbitro: | Luciani (Roma) |

|                    |           |                             |
| Rolfini 73’ (rig.) | Marcatori | 11’ Pannitteri 76’ Frediani |

| Arbitro: | Djurdjevic (Trieste) |

|                |           |  |
| Pannitteri 50’ | Marcatori |  |

| Arbitro: | Andreano (Prato) |

|                              |           |                                 |
| Viero 4’ Mungo 53’ Rosso 56’ | Marcatori | 65’ (rig.) E. Marchi 90+2’ Nepi |

| Arbitro: | Mastrodomenico (Matera) |

|                |           |  |
| Pannitteri 38’ | Marcatori |  |

| Arbitro: | Gualtieri (Asti) |

|                                           |           |  |
| Bortolussi 16’, 83’ Mulé 49’ Caturano 88’ | Marcatori |  |

| Arbitro: | Canci (Carrara) |

|                                          |           |  |
| Urbinati 32’ Cognigni 43’ Pannitteri 73’ | Marcatori |  |

| Arbitro: | Cascone (Nocera Inferiore) |

|                        |           |          |
| Lanini 10’ Libutti 43’ | Marcatori | 33’ Nepi |

| Olbia 12 dicembre 2021, ore 14:30 CET 18ª giornata | Olbia              | 0 – 0 referto | Fermana | Stadio Bruno Nespoli (700 spett.)\| Arbitro: \| De Angeli (Milano) \| |
| Arbitro:                                           | De Angeli (Milano) |               |         |                                                                       |

| Arbitro: | Catanoso (Reggio Calabria) |

|                     |           |               |
| Cognigni 36’ (rig.) | Marcatori | 10’ S. Merkaj |

#### Girone di ritorno
| Viterbo 22 dicembre 2021, ore 14:30 CET 20ª giornata | Viterbese       | 0 – 0 referto | Fermana | Stadio Enrico Rocchi (325 spett.)\| Arbitro: \| Marotta (Sapri) \| |
| Arbitro:                                             | Marotta (Sapri) |               |         |                                                                    |

| Arbitro: | Crezzini (Siena) |

|                |           |          |
| Pannitteri 55’ | Marcatori | 8’ Arena |

| Arbitro: | Mastrodomenico (Matera) |

|                                     |           |  |
| Sorrentino 42’ Carpani 90+3’ (rig.) | Marcatori |  |

| Arbitro: | Bordin (Bassano del Grappa) |

|                                   |           |  |
| Tremolada 45+3’ (rig.) Azzi 90+7’ | Marcatori |  |

| Fermo 30 gennaio 2022, ore 14:30 CET 24ª giornata | Fermana           | 0 – 0 referto | Carrarese | Stadio Bruno Recchioni (540 spett.)\| Arbitro: \| Cavaliere (Paola) \| |
| Arbitro:                                          | Cavaliere (Paola) |               |           |                                                                        |

| Grosseto 6 febbraio 2022, ore 14:30 CET 25ª giornata | Grosseto         | 0 – 0 referto | Fermana | Stadio Carlo Zecchini (1 300 spett.)\| Arbitro: \| E. Longo (Cuneo) \| |
| Arbitro:                                             | E. Longo (Cuneo) |               |         |                                                                        |

| Arbitro: | Gigliotti (Cosenza) |

|            |           |           |
| Alagna 45’ | Marcatori | 58’ Tonso |

| Arbitro: | Perri (Roma) |

|                          |           |  |
| Terigi 2’ Cardoselli 54’ | Marcatori |  |

| Arbitro: | Mirabella (Napoli) |

|              |           |                   |
| Cognigni 17’ | Marcatori | 61’ (rig.) D’Ursi |

| Lucca 27 febbraio 2022, ore 14:30 CET 29ª giornata | Lucchese      | 0 – 0 referto | Fermana | Stadio Porta Elisa (1 205 spett.)\| Arbitro: \| Ubaldi (Roma) \| |
| Arbitro:                                           | Ubaldi (Roma) |               |         |                                                                  |

| Arbitro: | Djurdjevic (Trieste) |

|                |           |  |
| Pannitteri 36’ | Marcatori |  |

| Arbitro: | Zanotti (Rimini) |

|            |           |                         |
| Mutton 66’ | Marcatori | 3’ Tassi 68’ Pannitteri |

| Arbitro: | Iacobellis (Pisa) |

|  |           |                 |
|  | Marcatori | 47’ Bernardotto |

| Arbitro: | Scarpa (Collegno) |

|                      |           |                |
| Vano 12’ Sottini 63’ | Marcatori | 50’ Pannitteri |

| Arbitro: | Calzavara (Varese) |

|                            |           |                          |
| Cognigni 52’ E. Marchi 83’ | Marcatori | 36’ Pierini 90’ Caturano |

| Arbitro: | Emmanuele (Pisa) |

|            |           |              |
| Romano 15’ | Marcatori | 51’ Blondett |

| Arbitro: | F. Longo (Paola) |

|                |           |                           |
| Pannitteri 83’ | Marcatori | 60’ Zamparo 65’ Cremonesi |

| Arbitro: | Ricci (Firenze) |

|                       |           |                                   |
| Pannitteri 79’ (rig.) | Marcatori | 76’ Udoh 77’ Biancu 90+5’ Ragatzu |

| Arbitro: | Fontani (Siena) |

|                       |           |              |
| Barlocco 39’ Rada 47’ | Marcatori | 67’ Frediani |

#### Play-out
| Arbitro: | Feliciani (Teramo) |

|                 |           |  |
| Kyeremateng 84’ | Marcatori |  |

| Arbitro: | F. Longo (Paola) |

|                               |           |  |
| Volpicelli 9’ (rig.) Urso 64’ | Marcatori |  |

### Coppa Italia Serie C
| Arbitro: | Di Cicco (Lanciano) |

|                                 |                      |                                    |
| Guberti 61’                     | Marcatori            | 33’ (rig.) E. Marchi               |
| Terigi Marcellusi Farcas Varela | Tiri di rigore 3 – 1 | Capece Rovaglia Pistolesi Sperotto |